# 瓦尔塔河
瓦尔塔河（波蘭語：Warta，發音：[ˈvarta] ⓘ，發音：[ˈvaʁtə] ⓘ）位于波兰中西部，是奥得河的一条支流，也是该国第三长河。它发源于西里西亚省扎维尔切附近，流经罗兹省、大波兰省和卢布斯卡省，最终在奥得河畔科斯琴注入奥得河。
瓦尔塔河经由诺泰奇河和比得哥什运河与维斯瓦河相连。